# Biomega
Biomega (jap. バイオメガ Baiomega) – manga autorstwa Tsutomu Niheia, publikowana na łamach magazynu „Shūkan Young Magazine” wydawnictwa Kōdansha od czerwca do września 2004. Następnie została przeniesiona do czasopisma „Ultra Jump” wydawnictwa Shūeisha, w którym ukazywała się od maja 2006 do stycznia 2009. Całość została zebrana w 6 tomach.
Polski przekład mangi ukazuje się nakładem wydawnictwa Japonica Polonica Fantastica.

## Fabuła
Akcja rozgrywa się w przyszłości i śledzi losy Zoichiego Kanoe oraz jego towarzyszki SI, Fuyu Kanoe, której świetlista forma jest zintegrowana z systemem jego motocykla. Są oni agentami wysłanymi przez TOA Heavy Industries w celu odnalezienia ludzi odpornych na infekcję N5S pochodzącą z Marsa, która w szybkim tempie rozprzestrzenia się po świecie, zamieniając ludzi w „Drony” – zdeformowane, przypominające zombie istoty.

## Publikacja serii
Manga ukazywała się w magazynie „Shūkan Young Magazine” od 14 czerwca do 6 września 2004. Wydawnictwo Kōdansha opublikowało tylko jeden tom tankōbon, wydany 5 listopada 2004. Seria została następnie przeniesiona do czasopisma „Ultra Jump” wydawnictwa Shūeisha, gdzie była publikowana od 19 maja 2006 do 19 stycznia 2009. Wydawnictwo Shūeisha zebrało jej rozdziały w sześciu tankōbonach, wydawanych od 19 stycznia 2007 do 19 marca 2009.
Między 30 kwietnia a 9 sierpnia 2021 ukazało się 3-tomowe wydanie deluxe, opublikowane nakładem wydawnictwa Kōdansha. W Polsce licencję na tę edycję nabyło wydawnictwo Japonica Polonica Fantastica.

### Edycja tankōbon
| Nr | Data wydania (język japoński) | ISBN (język japoński)  |
| -- | ----------------------------- | ---------------------- |
| 1  | 19 stycznia 2007              | ISBN 978-4-08-877210-3 |
| 2  | 19 stycznia 2007              | ISBN 978-4-08-877211-0 |
| 3  | 17 sierpnia 2007              | ISBN 978-4-08-877317-9 |
| 4  | 19 lutego 2008                | ISBN 978-4-08-877405-3 |
| 5  | 19 września 2008              | ISBN 978-4-08-877517-3 |
| 6  | 19 marca 2009                 | ISBN 978-4-08-877622-4 |

### Edycja deluxe
| Nr | Język japoński   | Język japoński         | Język polski  | Język polski           |
| Nr | Data wydania     | ISBN                   | Data wydania  | ISBN                   |
| -- | ---------------- | ---------------------- | ------------- | ---------------------- |
| 1  | 30 kwietnia 2021 | ISBN 978-4-06-523005-3 | styczeń 2025  | ISBN 978-83-8264-411-1 |
| 2  | 9 czerwca 2021   | ISBN 978-4-06-523640-6 | czerwiec 2025 | ISBN 978-83-8264-412-8 |
| 3  | 6 sierpnia 2021  | ISBN 978-4-06-524403-6 | —             |                        |

## Odbiór
Na liście „10 świetnych mang o zombie” Jason Thompson z Anime News Network umieścił serię Biomega na trzecim miejscu, nazywając ją „najlepszą mangą science fiction o wirusie zombie w historii”.